# Erich von Kielmansegg
Erich von Kielmansegg (né le 13 février 1847 à Hanovre et mort le 5 février 1923 à Vienne) est une personnalité politique autrichienne.
Il est ministre-président d'Autriche du 19 juin au 30 septembre 1895.